# Sandy Stuvik
Sandy Nicholas Stuvik (ur. 11 kwietnia 1995 w Phukecie) – tajlandzki kierowca wyścigowy.

## Życiorys

### Formuła Renault
Stuvik rozpoczął karierę w wyścigach samochodowych w 2010 roku od startów w Azjatyckiej Formule Renault zarówno w serii głównej, jak i w edycji zimowej. W obu tych seriach zdobył tytuł mistrzowski, wygrywając łącznie pięć wyścigów.
W 2011 roku wyjechał do Europy, gdzie nawiązał współpracę z zespołem KEO Racing. Wziął udział w pięciu wyścigach Północnoeuropejskiego Pucharu Formuły Renault 2.0 (27. miejsce w klasyfikacji generalnej) oraz czternastu Europejskiego Pucharu Formuły Renault 2.0 (bez punktów).
Rok później był etatowym kierowcą austriackiego teamu Interwetten.com Racing Team w północnoeuropejskim cyklu. Tajlandczyk regularnie punktował, będąc czterokrotnie w czołowej ósemce. Najwyżej dojechał w trzecim wyścigu na niemieckim torze w Oschersleben, gdzie był szósty. Zdobyte przez niego 140 punktów sklasyfikowały go na 14. miejscu.

### Euroformula Open
W roku 2013 przeniósł się do serii European F3 Open. Reprezentując barwy włoskiej ekipy RP Motorsport, do końca sezonu walczył o tytuł mistrzowski z reprezentantem Zjednoczonych Emiratów Arabskich Edem Jonesem. Ostatecznie uległ mu różnica zaledwie dziewięciu punktów. W trakcie rywalizacji dziesięciokrotnie stawał na podium, w tym trzykrotnie na jego najwyższym stopniu. Poza tym trzykrotnie sięgał po pole position oraz uzyskiwał najszybsze okrążenie wyścigu.
W drugim roku startów pewnie sięgał po tytuł mistrzowski dzięki dominującej końcówce sezonu. Początkowo największe zagrożenie dla Stuvika stanowili jego zespołowy partner z Polski, Artur Janosz oraz młody Hiszpan, Alex Palou. Tytuł zdobył różnicą blisko stu punktów przewagi, jednak po półmetku był przez pewien nawet przegrywał z Janoszem. Tajlandczyk dwunastokrotnie meldował się w czołowej, z czego aż jedenaście razy na jego najwyższym stopniu (siedmiokrotnie z rzędu). Dominację zaprezentował take w kwalifikacjach – sięgnął po dziesięć pole position. Pięciokrotnie wykręcił najszybszy czas okrążenia (przy czterech Polaka). Został również mistrzem Pucharu Hiszpanii (w ciągu sześciu wyścigów rozegranych w tym kraju czterokrotnie wygrywał oraz startował z pierwszego pola).

### Seria GP3
W sezonie 2015 awansował do serii GP3, w której nawiązał współpracę z irlandzkim teamem Status Grand Prix. Był to jednak trudny debiut dla Tajlandczyka, który tylko dwukrotnie sięgał po punkty (był siódmy w wyścigu głównym na austriackim Red Bull Ringu oraz ósmy w sprincie na włoskiej Monzy). W klasyfikacji generalnej uzbierał siedem punktów, dzięki którym sklasyfikowany został na 17. miejscu. Warto odnotować, iż pokonani przez niego Janosz i Palou zajęli wyższe miejsca w punktacji – Polak był czternasty, natomiast Hiszpan dziesiąty.

## Wyniki

### GP3
| Legenda oznaczeń w tabelach wyników Wyświetl szablon na nowej stronie | Legenda oznaczeń w tabelach wyników Wyświetl szablon na nowej stronie                                                                     |
| Oznaczenie                                                            | Wyjaśnienie |
| --------------------------------------------------------------------- | --- |
| Złoty                                                                 | Zwycięzca lub mistrzostwo |
| Srebrny                                                               | 2. miejsce lub wicemistrzostwo |
| Brązowy                                                               | 3. miejsce lub II wicemistrzostwo |
| Zielony                                                               | Ukończył, punktował (w klasyfikacji generalnej, gdy zdobył co najmniej jeden punkt na przestrzeni sezonu, poza trzema powyższymi opcjami) |
| Niebieski                                                             | Ukończył, nie punktował (w klasyfikacji generalnej, gdy nie zdobył co najmniej jednego punktu na przestrzeni sezonu)                      |
| Czerwony                                                              | Nie zakwalifikował się (NZ) |
| Czerwony                                                              | Nie prekwalifikował się (NPK) |
| Różowy                                                                | Nie ukończył (NU) |
| Różowy                                                                | Niesklasyfikowany (NS) (w klasyfikacji generalnej, gdy nie został sklasyfikowany w żadnym wyścigu sezonu)                                 |
| Czarny                                                                | Zdyskwalifikowany (DK) |
| Czarny                                                                | Wykluczony (WYK/EX) |
| Biały                                                                 | Nie wystartował (NW) |
| Biały                                                                 | Kontuzjowany (K/INJ) |
| Biały                                                                 | Wyścig odwołany (OD/C) |
| Bez koloru                                                            | Został wycofany (WYC/WD) |
| Bez koloru                                                            | Nie przybył (NP/DNA) |
| Bez koloru                                                            | Nie brał udziału w treningach (NT/DNP) |
| Bez koloru                                                            | Nie został zgłoszony (–) |
| Pogrubienie                                                           | Start z pole position |
| Kursywa                                                               | Najszybsze okrążenie wyścigu |
| †                                                                     | Nie ukończył, ale jego rezultat został zaliczony ze względu na przejechanie więcej niż 90% dystansu wyścigu.                              |
| *                                                                     | Sezon w trakcie |
| 1/2/3                                                                 | Punktowana pozycja w sprincie kwalifikacyjnym                                                                                             |
| Lista systemów punktacji Formuły 1                                    | |

| Rok  | Zespół            | Wyniki w poszczególnych eliminacjach | Wyniki w poszczególnych eliminacjach | Wyniki w poszczególnych eliminacjach | Wyniki w poszczególnych eliminacjach | Wyniki w poszczególnych eliminacjach | Wyniki w poszczególnych eliminacjach | Wyniki w poszczególnych eliminacjach | Wyniki w poszczególnych eliminacjach | Wyniki w poszczególnych eliminacjach | Wyniki w poszczególnych eliminacjach | Wyniki w poszczególnych eliminacjach | Wyniki w poszczególnych eliminacjach | Wyniki w poszczególnych eliminacjach | Wyniki w poszczególnych eliminacjach | Wyniki w poszczególnych eliminacjach | Wyniki w poszczególnych eliminacjach | Wyniki w poszczególnych eliminacjach | Wyniki w poszczególnych eliminacjach | Punkty | Pozycja |
| ---- | ----------------- | ------------------------------------ | ------------------------------------ | ------------------------------------ | ------------------------------------ | ------------------------------------ | ------------------------------------ | ------------------------------------ | ------------------------------------ | ------------------------------------ | ------------------------------------ | ------------------------------------ | ------------------------------------ | ------------------------------------ | ------------------------------------ | ------------------------------------ | ------------------------------------ | ------------------------------------ | ------------------------------------ | ------ | ------- |
| 2015 | Status Grand Prix | ESP                                  | ESP                                  | AUT                                  | AUT                                  | GBR                                  | GBR                                  | HUN                                  | HUN                                  | BEL                                  | BEL                                  | ITA                                  | ITA                                  | RUS                                  | RUS                                  | BHR                                  | BHR                                  | ARE                                  | ARE                                  | 7      | 17      |
| 2015 | Status Grand Prix | 18                                   | 17                                   | 7                                    | NU                                   | 20                                   | 20                                   | 20                                   | 14                                   | NU                                   | 17                                   | 11                                   | 8                                    | 16                                   | 17                                   | 13                                   | NU                                   | 17                                   | 16                                   | 7      | 17      |
| 2016 | Trident           | ESP                                  | ESP                                  | AUT                                  | AUT                                  | GBR                                  | GBR                                  | HUN                                  | HUN                                  | GER                                  | GER                                  | BEL                                  | BEL                                  | ITA                                  | ITA                                  | MAL                                  | MAL                                  | ARE                                  | ARE                                  | 9      | 18      |
| 2016 | Trident           | 18                                   | 15                                   | 10                                   | 8                                    | 7                                    | 10                                   | 18                                   | 18                                   | NU                                   | 12                                   | NU                                   | 17                                   | 12                                   | 15                                   | 10                                   | 20                                   | 15                                   | 18                                   | 9      | 18      |

### Podsumowanie
| Sezon | Seria                                         | Zespół                                | Wyścigi | Zwycięstwa | PP | NO | Podium | Punkty | Pozycja |
| ----- | --------------------------------------------- | ------------------------------------- | ------- | ---------- | -- | -- | ------ | ------ | ------- |
| 2010  | Azjatycka Formuła Renault                     | Asia Racing Team                      | 12      | 3          | 2  | 4  | 12     | 286    | 1       |
| 2010  | Azjatycka Formuła Renault (edycja zimowa)     | The Pizza Company – ART's Racing Team | 2       | 1          | 2  | 0  | 2      | 50     | 1       |
| 2011  | Europejski Puchar Formuły Renault 2.0         | KEO Racing                            | 14      | 0          | 0  | 0  | 0      | 0      | 28      |
| 2011  | Europejski Puchar Formuły Renault 2.0         | Interwetten.com Racing Junior Team    | 14      | 0          | 0  | 0  | 0      | 0      | 28      |
| 2011  | Północnoeuropejski Puchar Formuły Renault 2.0 | KEO Racing                            | 5       | 0          | 0  | 0  | 0      | 39     | 27      |
| 2012  | Północnoeuropejski Puchar Formuły Renault 2.0 | Interwetten.com Racing Junior Team    | 19      | 0          | 0  | 0  | 0      | 140    | 14      |
| 2013  | European F3 Open                              | RP Motorsport                         | 16      | 3          | 3  | 3  | 10     | 247    | 2       |
| 2013  | European F3 Open (edycja zimowa)              | RP Motorsport                         | 2       | 0          | 0  | 0  | 0      | 0      | NS      |
| 2014  | European F3 Open                              | RP Motorsport                         | 15      | 11         | 10 | 6  | 12     | 332    | 1       |
| 2014  | European F3 Open (edycja zimowa)              | RP Motorsport                         | 1       | 1          | 1  | 1  | 1      | 0      | NS†     |
| 2015  | Seria GP3                                     | Status Grand Prix                     | 18      | 0          | 0  | 0  | 0      | 7      | 17      |
| 2016  | Seria GP3                                     | Trident                               | 18      | 0          | 0  | 0  | 0      | 9      | 18      |

† – Stuvik nie był zaliczany do klasyfikacji.